# Billingemölla
Billingemölla este o arie protejată (arie specială de conservare — SAC, sit de importanță comunitară — SCI) din Suedia întinsă pe o suprafață de 9,3 ha, integral pe uscat.

## Localizare
Centrul sitului Billingemölla este situat la coordonatele 55°58′17″N 13°21′05″E / 55.9715°N 13.3514°E.

## Înființare
Situl Billingemölla a fost declarat sit de importanță comunitară în decembrie 1998 pentru a proteja 1 specie de animale. Situl a fost protejat și ca arie specială de conservare în martie 2011.

## Biodiversitate
Situată în ecoregiunea continentală, aria protejată conține 3 habitate naturale: Păduri aluvionare cu Alnus glutinosa și Fraxinus excelsior (Alno-Padion, Alnion incanae, Salicion albae), Păduri pe pante, grohotișuri și ravene de Tilio-Acerion, Păduri de stejar sau de stejar și carpen sub-atlantice și medio-europene de Carpinion betuli.
La baza desemnării sitului se află o specie protejată de  mamifere: vidră de râu (Lutra lutra).